# Bootham Crescent
Bootham Crescent est un stade de football situé à York. Il a accueilli l'équipe de York City entre 1932 et 2020.

## Historique
À partir de 1922 et jusqu'en 1932, York City FC jouait ses matchs à domicile à Fulfordgate (en), stade situé dans le quartier yorkais de Fulford. Après que le club a rejoint la Football League en 1929, l'affluence diminue au cours des deux saisons suivantes. Cette diminution est imputée par la direction du club à l'emplacement peu accessible du stade. 
En janvier 1932, le York Cricket Club abandonne l'emplacement qu'il occupait depuis une cinquantaine d'années à Bootham Crescent. Les dirigeants du York City FC décident alors d'investir cet espace, proche du centre-ville et à une vingtaine de minutes de marche de la gare d'York.